# Nakkerud
Nakkerud es una localidad situada en el municipio de Buskerud, en la provincia de Viken, Noruega. Tiene una población estimada, a principios de 2020, de 354 habitantes.
Se encuentra ubicada al sur del país, al noroeste del fiordo de Oslo y cerca de las montañas de Halling y Hardanger. 